# Jealousy
«Jealousy» (укр. «Ревнощі») — пісня британського рок-гурту «Queen», яка до їхнього сьомого студійного альбому «Jazz» у 1978 році, а через рік вона вийшла як четвертий і останній сингл альбому. Пісню написав Фредді Мерк'юрі.

## Про пісню
Пісня вийшла як сингл лише в шести країнах США, Канаді, Бразилії, Новій Зеландії та СРСР, вона не потрапила в чарти в жодній країні. «Jealousy» стала першим і останнім синглом гурту «Queen» в СРСР. У СРСР Б-сторона синглу містила пісню «Don't Stop Me Now», в інших країнах Б-сторона містила пісню «Fun It». 1980 року ця пісня ввійшла до списку пісень на Літніх Олімпійських іграх 1980 року, які проходили у Москві.
Пісня «Jealousy» склав Фредді Мерк'юрі, у ній представлена гра Браяна Мея на акустичній гітарі «Hairfred». У гітарі матеріал струнотримача Мей замінив на тверду деревину. Він відточував дерев'яний струнотримач до тих пір, поки він не став такою ж висоти, як і лади. Струни акуратно лежали на ладах, таким чином гітара почала видавати ефект «гудіння» ситари. Цей ефект уже був використаний в пісні «White Queen (As It Began)» з альбому «Queen II». Весь вокал виконаний Мерк'юрі.

## Музиканти
- Фредді Мерк'юрі — головний вокал, бек-вокал, піаніно;
- Браян Мей — акустична гітара;
- Роджер Тейлор — ударні;
- Джон Дікон — бас-гітара.